# Enoshima
Enoshima (江の島, Eno-shima) is een Japans kusteiland in de Grote Oceaan. Het kleine eiland met een omtrek van ongeveer 4 km ligt aan de monding van de Sakai, een rivier die uitmondt in de Sagamibaai voor de prefectuur Kanagawa, direct ten zuiden van Tokio. Administratief maakt Enoshima deel uit van de stad Fujisawa op het vasteland en is verbonden met de wijk Katase van die stad door een 389 meter lange brug. Het eiland en de aangrenzende kustlijn met de vanuit Tokio en Yokohama dichtstbijzijnde zandstranden vormen een recreatiezone die wordt aangeduid als Shōnan. Het eiland heeft zijn eigen treinstation langs de Enoden.
Enoshima, zijn jachthaven, en het water rond het eiland zijn uitgerust met enkele tijdelijke toeschouwerstribunes. Het eiland was namelijk de locatie voor het zeilen op de Olympische Zomerspelen van 1964 en 2020. In 2017 was het eiland ook de locatie van het door World Sailing georganiseerd wereldkampioenschap windsurfen en in 2019 voor de wereldkampioenschappen zeilen 470-klasse. Op het eiland wordt jaarlijks ook een beachvolleybaltoernooi georganiseerd dat onderdeel is van de FIVB World Tour.

## Geschiedenis

### Klassiek tijdperk
Benzaiten, de godin van muziek en entertainment, is verankerd aan het eiland. Het eiland in zijn geheel is gewijd aan de godin, die naar volksgeloof het in de zesde eeuw van de bodem van de zee heeft doen stijgen. Het eiland wordt beschreven in de Enoshima Engi, een in Chinees in 1047 neergeschreven geschiedenis van de heiligdommen en bedevaartsoorden op Enoshima door de Japanse Boeddhistische monnik Kōkei.

### Moderne tijd
In 1880, na de shinbutsu bunri, de scheiding van Shinto en boeddhisme, voortvloeiend uit de Meiji-restauratie, had de regering het eiland beschikbaar gesteld, en werd een groot deel van het hoger gelegen gebied op het eiland gekocht door Samuel Cocking, een Britse koopman, in de naam van zijn Japanse vrouw. Hij bouwde er een energiecentrale en uitgebreide botanische tuinen, met een zeer grote serre. Hoewel de oorspronkelijke serre werd vernietigd in de grote Kanto-aardbeving van 1923, blijft de botanische tuin (later hernoemd naar de Samuel Cocking Garden) een toeristische attractie met meer dan een half miljoen bezoekers per jaar, naast de bedevaartsoorden en schrijnen voor Benzaiten. In 1906, na de heiligverklaring tot kami door Keizer Meiji van generaal Kodama Gentaro werd ook aan deze laatste een shintoïstische tempel gewijd.